# هاگوپ مارتایان
هاگوپ مارتایان (به ارمنی: Յակոբ Մարթաեան)، (به انگلیسی: Hagop Martayan) معروف به هاگوپ دیل‌آچار (به انگلیسی: Agop Dilâçar)(زاده ۲۲ مه ۱۸۹۵ ، در استانبول، ترکیه - درگذشته ۱۲ سپتامبر ۱۹۷۹ در استانبول)، یک زبان‌شناس ارمنی، اهل ترکیه متخصص در زبان‌های ترکی و عضو انجمن زبان ترکی و رئیس آن انجمن بود.

## زندگی‌نامه
هاگوپ مارتایان فارغ‌التحصیل دانشگاه آمریکایی به نام روبرت کالج در استانبول در سال ۱۹۱۵ میلادی بوده و به ۲۲ زبان زنده دنیا مسلط بوده است. علاوه بر زبانهای ترکی و ارمنی، مارتایان زبان‌های انگلیسی، یونانی، اسپانیایی، لاتین، آلمانی، روسی و بلغاری را نیز می‌دانست. او بعد از فارغ‌التحصیلی از دانشگاه روبرت به عنوان استاد زبان انگلیسی در همان دانشگاه مشغول تدریس شد؛ و در دانشگاه صوفیه در بلغارستان به عنوان متخصص زبان ترکی عثمانی و زبان‌های کهن شرقی تدریس می‌کرد.
او در ۲۲ سپتامبر ۱۹۳۲ میلادی به عنوان زبان‌شناس متخصص در اولین کنگره زبان‌شناسی ترکی تحت نظارت مصطفی کمال آتاتورک دعوت شده بود. آتاترک به او لقب «دیلآچار» را پیشنهاد نمود (که از لحاظ ادبی به معنای آچار زبان بود) و او این لقب را پذیرفت. او بین سال‌های ۱۹۳۶ تا ۱۹۵۱ میلادی در دانشگاه آنکارا به تدریس زبان و تاریخ پرداخته و مشاور کل در تدوین دائرةالمعارف تُرکی بین سال‌های ۱۹۴۲ تا ۱۹۶۰ میلادی بوده است.

## انتشارات
او ۱۷ کتاب به انتشار در آورده که از مهمترین آنان:
- زبان آذربایجانی و تُرکی (کتاب به زبان تُرکی در سال ۱۹۵۰)
- سبک نگارش لهجه‌ها (کتاب به زبان تُرکی)
- کتاب مقدس و زبان مدرن ارمنی (کتاب به زبان ارمنی در سال ۱۹۵۶)
- ترکی به عنوان زبان خارجه (کتاب به زبان تُرکی در سال ۱۹۶۲)
- جهان نما و فرهنگ ارمنی (در دوجلد به زبان ارمنی)